# Shimakaze
El Shimakaze (島風?) fue un destructor único en su clase. Sirvió en la Armada Imperial Japonesa durante la Segunda Guerra Mundial.

## Diseño y características
El Shimakaze fue el destructor más poderoso de la Segunda Guerra Mundial, no solo por su potente artillería y enorme velocidad, que pocos destructores podían igualar, sino por su impresionante batería de quince torpedos (3 x 5), sin igual en ningún otro destructor. No obstante tuvo una vida operativa relativamente breve.
Inicialmente diseñado como banco de pruebas en el que comprobar el rendimiento de un nuevo modelo de caldera de alta temperatura y alta presión, su desarrollo se vio retrasado por la urgencia de otros proyectos a lo largo de la guerra. Cuando finalmente se hizo a la mar y empezaron sus pruebas, superó las expectativas del diseño, alcanzando una potencia de casi 80 000 HP y una superior velocidad de 40,9 nudos (75.7 km/h).
Por desgracia, los otros 16 miembros de su clase previstos fueron eliminados debido al negativo desarrollo de la guerra para Japón, y el enorme coste de producir este tipo de destructor avanzado.
Durante la guerra, y debido a la incapacidad de otros destructores de igualar su rendimiento, actuó en vanguardia dentro de la estructura de escuadrones de destructores. Debido al retraso en su construcción, el Shimakaze se benefició al emplear los mejores elementos que la Armada Imperial Japonesa podía equipar en un buque, incluyendo el modelo más avanzado de radar.

## Historial operativo
Botado en 1943 en Maizuru, el Shimakaze fue asignado a la 2a. flota de destructores y realizó labores de transporte rápido de tropas en las Islas Aleutianas en la región ártica y luego operó desde Truk a las diferentes posesiones del imperio japonés en ultramar en labores de reabastecimiento y escolta de convoyes. 
El 24 de octubre de 1944 rescató a los supervivientes del  crucero Maya y del   acorazado Musashi hundido en el mar de Sibuyan sufriendo ataques de aviones enemigos sin daños mayores, al evadir ataques de bombarderos en picado debido a su gran velocidad se embistió fugazmente con el  destructor Akishimo sin mayores consecuencias. No participó en la Batalla del Mar de Samar al día siguiente debido a la gran cantidad de supervivientes que transportaba, Kurita envió a la retaguardia al destructor mientras se desarrollaba la batalla con los portaviones americanos en Leyte.
Fue hundido el 11 de noviembre de 1944, durante la batalla de la bahía de Ormoc en Filipinas mientras escoltaba un convoy, fue emboscado por aviones estadounidenses de la Task Force 38, sin poder bombardearlo en picado con efectividad salvo un impacto en la torreta de popa,  lo inutilizaron con sucesivos ametrallamientos, los impactos de proyectiles lo incendiaron. Estuvo a la deriva y ardiendo durante varias horas antes de explotar y hundirse a 10°50′N 124°35′E.
El pecio fue descubierto en 2017 por RV Petrel de la fundación de Paul Allen a una profundidad de 218 m. Los restos en posición invertida son apenas reconocibles y solo se le pudo identificar por su batería quíntuple de torpedos que era distintiva.